# 廣州市政府 (中華民國)

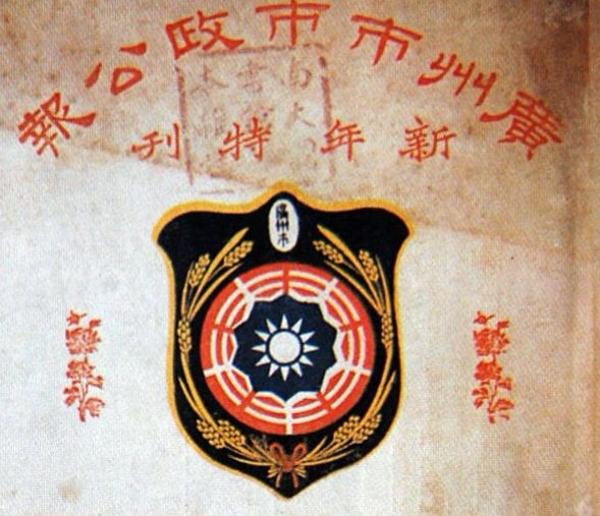
《廣州市市政公報》新年特刊封面上的廣州市市徽。

廣州市政府是中華民國國民政府在廣州市的最高地方行政機構。於民國14年（1925年）7月4日由廣州市政廳改組，先後直屬廣州、南京國民政府管轄。

## 沿革

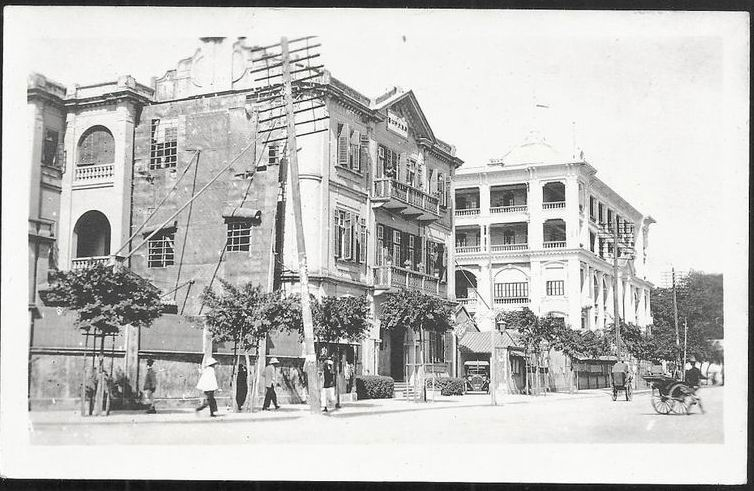
1930年代未遷中央公園前的市政府，位於廣東省財政廳大樓西側

民國7年（1918年）10月22日成立「廣州市政公所」，31日改稱廣州市市政公所，是廣東省負責管理廣州市政的專門機構，行政區劃上廣州仍歸番禺、南海兩縣所轄。民國10年（1921年）2月15日廣州正式設市，開創了中國都市建制的先河。「廣州市政廳」為廣州市的行政機關，下設教育局等6局及總務科。民國14年（1925年）7月4日廣州市政廳改組為「廣州市市政府」。民國18年（1929年）10月，廣州市改為廣州特別市，直隸國民政府，廣州市政府於翌年1月15日更名為「廣州特別市政府」；同年8月18日復稱「廣州市政府」，為廣東省轄市。民國27年（1938年）10月21日，日軍侵佔廣州，廣州市政府先後撤至廣東省廣寧縣、廣西省懷集縣（今屬廣東省）、廣東省興寧縣。民國34年（1945年）8月，抗戰勝利後，廣州市政府遷回廣州市原址辦公。民國36年（1947年）7月1日，廣州市再次改為行政院轄市。至直民國38年（1949年）10月14日，中國人民解放軍進入廣州為止。

## 構成

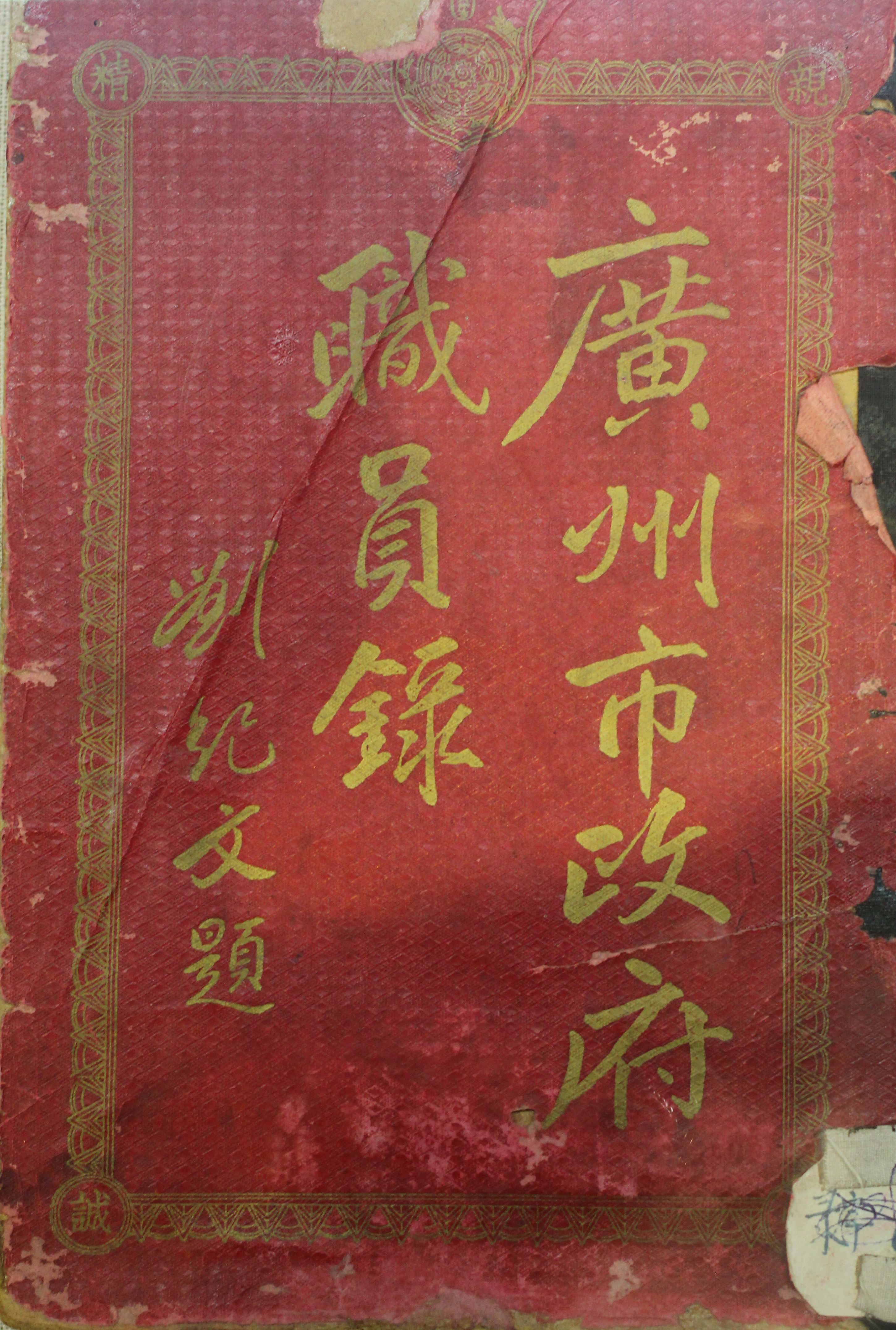
廣州市政府職員錄封面

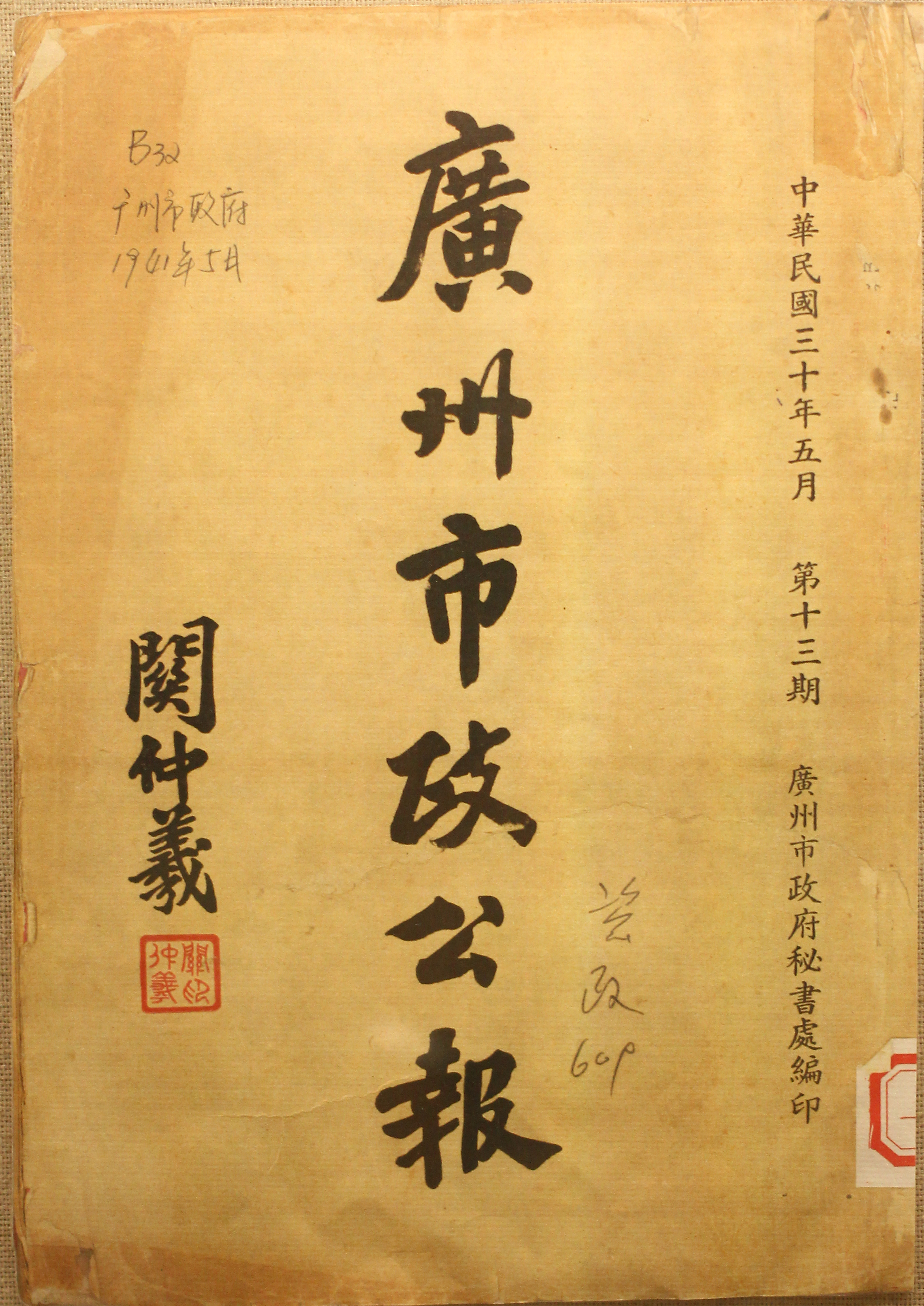
廣州市市政公報

民國14年（1925年）廣州市政府成立，下轄公安、財政、衛生、教育、工務5局，秘書及總務科。撤銷公用局，其事務由財政局、工務局分別接管。
民國15年（1926年）6月11日，工務局電話所改為市政府直屬機構。8月2日成立「廣州市土地局」。10月1日成立「廣州市政府印刷所」。
民國16年（1927年）1月31日，廣州市電話所劃歸交通部管理，6月8日復歸廣州市政府管理；同月成立「廣州市市政府購料委員會」。7月8日復設市公用局，市電話所劃歸其管理。10月1日「廣州市立銀行」正式開業。10月10日，市政府印刷所與廣州市土地局下屬的土地日報社合併為「廣州市政日報社」，為廣州市政府的直轄機構。12月1日成立「廣州市政廳調查統計委員會」。12月8日成立「廣州市公益局」；同月市政府購料委員會停止辦公。
民國17年（1928年）1月7日撤銷市公益局、市政廳調查統計委員會。1月17日市政府購料委員會恢復辦公。7月市政日報社更名為「廣州日日新聞社」。11月1日，普濟三院、市立貧民教養院、市立盲人學院合併成立「廣州市貧民教養院」，為市政府直轄機構。是月成立「廣州市市營事業經理專員辦事處」。12 月成立「廣州市城市設計委員會」。
民國18年1月10日，成立「廣州市自來水管理委員會」，將自來水公司收歸其管理。7月1日成立「廣州市政府審核委員會」。8月1日，成立廣州市自動電話管理委員會。9月1日，市政府改組內部機構，撤銷總務科，分設第一、第二科。9月11日，成立「廣州市社會局」，市貧民教養院劃歸其管轄。12月31日，廣東交涉署撤銷，由市政府接管其辦理廣州市對外交涉、發放護照等事務；同日，撤銷市政府審核委員會和廣州市城市設計委員會。
民國19年（1930年）8月11日，為整頓廣州電力公司，成立廣州特別市電力整頓委員會，隸屬市政府。12月撤銷市營事業經理專員辦事處。
民國20年（1931年）7月30日成立廣州市政府協助地方自治委員會。是月，撤銷市政府購料委員會。
民國21年（1932年）2月，復設廣州市城市設計委員會。3 月1 日，廣州市政日報社更名為廣州市民日報社。7月8日，撤銷廣州市電力整頓委員會，成立市電力管理委員會。
民國22年（1933年）6月1日，撤銷市自來水管理委員會，成立廣州市自來水管理處。9月，廣州市城市設計委員會改組為廣州市設計委員會。
民國23年（1934年）1月12日，成立廣州市辟路審定委員會，與市設計委員會合署辦公。4月21日，撤銷市電力管理委員會，成立廣州市電力管理處。10月成立廣州市土地徵收審查委員會。
民國25年（1936年）1月16日成立廣州市市營事業審核委員會。8月10日，撤銷市公用局，其業務由市工務局接管。8月14日，撤銷市教育局，其業務由市社會局負責辦理。9月16日復設市政府購料委員會。9月23日，撤銷市自動電話管理委員會，成立廣州市電話管理處。10月成立廣州市政府保甲編查處。11月成立廣州市無軌電車籌備委員會。12月1日成立廣州市交通管理處。
民國26年（1937年）6月，市土地局更名為廣州市地政局。
民國27年（1938年）10月21日，市政府撤至廣東省廣寧縣、廣西省懷集縣，設市政府保管委員會負責保管財物，其他機構均名存實亡。
民國34年（1945年）抗戰勝利後，市政府於9月18日遷回廣州市原址辦公，所屬機構陸續恢復，計有：市社會局、市警察局、市財政局、市教育局、市地政局、市工務局、市公用局、市衛生局、市自來水管理處、市電力管理處、市自動電話管理處、市銀行；市政府內設機構有：秘書處、民政處、參事室、會計室、統計室、人事室。
民國35年（1946年）3月1日，根據新的組織規程及編制，市政府增設廣州市政府軍事科；市政府民政處改為市政府民政科；撤銷市教育局、市公用局，其業務分別由市工務局、市社會局負責辦理。6月14日復設市教育局。7月，成立廣州市政府田糧科；市電力管理處與行政院資源委員會合併改為廣州電廠。是年下半年，成立廣州市稅捐徵收處、廣州市政府設計考核委員會。
民國36年（1947年）7月1日，廣州市再次改為行政院轄市，市政府所屬各機構無變化。10月1日複設市公用局；撤銷市政府軍事科、市政府民政科，成立廣州市民政局；將市稅捐征收處劃歸市財政局管理；撤銷市政府田糧科。
民國37年（1948年）6月11日，將市政府秘書處第三科擴大組成廣州市政府新聞處；市政府會計室改為廣州市政府會計處。